# Митрат
Митрат, або мітрат — священничий титул у греко-католицькій та православній церквах, який надавали й надають священникам за особливі заслуги перед Святою церквою. Також надається право носити митру. У відповідності з цим до звання священника додавалося й додається офіційне іменування «митрофорний».